# Стеван Ђорђевић Новак
Стева Ђорђевић Новак (Радичевац, код Књажевца, 1919 — Доња Бела Река, код Бора, 10. јул 1943) био је учесник Народноослободилачке борбе и народни херој Југославије.

## Биографија
Рођен је 1919. године у селу Радичевцу, код Књажевца. Потиче из сиромашне ромске породице. После завршене основне школе пошао је на занат, али га је напустио и почео да ради код имућнијих сељака.
После Априлског рата и окупације Краљевине Југославије, избегао је заробљавање и вратио се кући са пушкомитраљезом. Повезао се са члановима Савеза комунистичке омладине Југославије и учествовао у организовњу устанка.
После формирања Заглавско-тимочког партизанског одреда, Стеван је, октобра 1941. године, ступио у одред као пушкомитраљезац. Ускоро је постао командир чете. У борбама је најчешће дејствовао као бомабш или пушкомитраљезац. У акцији на Сокобању, октобра 1941. године, Стева је био најзаслужнији за заробљавање 37 четника. Почетком 1942. године примљен је у Комунистичку партију Југославије.
Јула 1942. године постао је командир Тимочке партизанске чете. Крајем октобра у сукобу с недићевцима, у селу Стогазовац, рањен је у руку, али је и поред тога успео да избегне заробљавање. Године 1943. због последица рањавања, враћен је у позадину, на политички рад.
Погинуо је 10. јула 1943. године код села Доња Бела Река, код Бора.
Указом председника Федеративне Народне Републике Југославије Јосипа Броза Тита, 27. новембра 1953. године, проглашен је за народног хероја.